# Liu Renjing
Liu Renjing（xinès simplificat: 刘仁静, pinyin: Liú Rénjìng; Yingcheng, Hubei, 1902 - Beijing, 5 d'agost de 1987) és un revolucionari xinés, destacat per ser un dels primers líders del Partit Comunista de la Xina, el participant més jove del Primer Congrés del Partit, i posteriorment, líder trotskista.

## Biografia
Liu Renjing va entrar al curs preparatori del Departament de Física de la Universitat de Pequín el juliol de 1918, i va participar en el Moviment del 4 de Maig el 1919, obrint la porta de la residència de Cao Rulin. L'any 1920, Liu Renjing es va transferir al Departament de Filosofia de la Universitat de Pequín i Wang Guangqi el va convidar a unir-se a l'Associació de Recerca Marxista de la Universitat, la Young China Society. El novembre de 1920, es va unir a la Lliga de la Joventut Socialista de Beijing com un dels primers membres i va servir com a membre del comitè de comptabilitat. També va ser un dels primers membres del Partit Comunista de Pequín.
Al juny i juliol de 1921, el Grup de Pequín va triar representants al Primer Congrés Nacional del Partit Comunista de la Xina i va seleccionar Zhang Guotao com a primer representant. Després, Deng Zhongxia i Luo Zhanglong es van negar successivament, alegant que estaven ocupats amb la faena, i al final, Liu Renjing va ser elegit. A finals de juliol, ell i Zhang Guotao van assistir com a representants de Pequín al Primer Congrés Nacional del Partit Comunista de la Xina celebrat a Xangai, on eren els més joves entre els delegats, i també va fer d'intèrpret a la reunió. Després del congrés, es va quedar a Xangai per ajudar a Li Da en el treball de propaganda i va establir l'Editorial del Poble. El desembre de 1921, Liu Renjing va tornar a Pequín, i amb Deng Zhongxia va fundar la revista grupal "Pioner", que més tard es va publicar a Xangai i es va convertir en la revista oficial del Comitè Central de la Lliga de la Joventut Comunista de la Xina.
El setembre de 1922, una delegació xinesa encapçalada per Chen Duxiu, Liu Renjing i Qu Qiubai com a intèrpret va anar a la Rússia soviètica per assistir al Quart Congrés de la Komintern celebrat a Petrograd, i va parlar en nom del PCX. El juny de 1923, va assistir Tercer Congrés Nacional del Partit Comunista de la Xina. L'agost de 1923, la Lliga de la Joventut Socialista Xinesa va celebrar el seu segon congrés nacional a Nanjing. Liu Renjing va fer un informe a la tercera reunió del segon congrés, posant èmfasi en la independència ideològica i organitzativa de la Lliga de la Joventut Socialista de la Xina. El 29 de setembre de 1923, el Comitè Executiu Central de la Lliga de la Joventut Socialista Xina va celebrar la primera reunió plenaria i va decidir establir el Buró Central, amb Liu Renjing com a president.
A la tardor de 1926, Liu Renjing va anar a estudiar a l'Institut Lenin de Moscou, i més tard va assistir a la setena reunió ampliada del Comitè Executiu de la Komintern. El 1929, el període d'estudis de Liu Renjing va expirar, va abandonar la Unió Soviètica i va anar a Turquia per visitar Trotski, amb l'esperança d'obtenir la seua confirmació i convertir-se en el líder dels trotskistes xinesos, però Trotski es va negar. Després de tornar a la Xina, i tot i que Liu havia tingut cert paper introduint les tesis de Trotski al partit, finalment seria expulsat del PCX.
L'1 de gener de 1930, Liu Renjing va liderar la creació de l'organització trotskista Societat d'Octubre. Prompte, però, Liu Renjing seria de la Societat d'Octubre i va establir la Societat del Demà, publicant la publicació mimeografiada Mingtian. El maig de 1931, la Societat d'Octubre es va incorporar a l'Oposició d'Esquerra del Partit Comunista de la Xina. Més tard, Liu Renjing també es va unir a l'organització.
El març de 1935, Liu Renjing va ser arrestat pel govern nacionalista de la República de la Xina, condemnat a dos anys i mig de presó i empresonat a l'Institut de reflexió de Suzhou. A la vigília de l'esclat de la guerra antijaponesa l'abril de 1937, va ser expulsat de l'organització trotskista. L'hivern de 1937 va anar a Wuhan. El 1938, va servir a l'òrgan central de les joventuts del Guomindang. Després de traslladar-se a Chongqing amb l'organització, va treballar com a membre del personal a l'Oficina de Propaganda del Comitè Central de la Lliga de Joves dels Tres Principis del Poble. Presentat per Liang Ganqiao, va treballar al Quart Regiment de Cadets de Guerra fora de la Porta Oest de Xi'an durant més d'un any, servint com a instructor de rus, i més tard va passar a ser instructor coronel per ensenyar història.
L'octubre de 1949 es va establir la República Popular, i un any després, Liu Renjing va anar de Xangai a Pequín per tal de desdir-se de la seua adscripció al trotskisme davant del Departament d'Organització del Comitè Central del Partit Comunista de la Xina. El 21 de desembre de 1950, el Diari del Poble va publicar la ressenya de la confessió de Liu Renjing. Liu va treballar a la Renmin Chubanshe.
El juny de 1967, Liu Renjing va ser interrogat durant la Revolució Cultural, i després va ser empresonat a la presó de Qincheng i va ser alliberat a finals de 1978. Després d'això, va tornar a la Renmin Chubanshe com a traductor especial. El 1985, va ser contractat com a conseller del Consell d'Estat.
El 5 d'agost de 1987, Liu Renjing va ser atropellat per un autobús número 22 al carrer Xinjiekouwai, Pequín, morint als 85 anys.